# Pacyfikacja wsi Ispina
Pacyfikacja wsi Ispina – masowa zbrodnia popełniona na ludności polskiej przez okupantów niemieckich 2 czerwca 1943 roku we wsi Ispina, położonej w województwie małopolskim, w powiecie bocheńskim, w gminie Drwinia.

## Przebieg pacyfikacji
We wczesnych godzinach rannych 2 czerwca 1943, żandarmeria niemiecka urządziła obławę na mężczyzn. Aresztowano wszystkich i gromadzono na podwórzu Adama Nosalskiego. 13 osób wywieziono do lasu położonego na terenie leśnictwa Chobot-Grobla zwanego „Mokre”. Tam ich rozstrzelano. W miejscu zbrodni zostały zakopane zwłoki ofiar.
Oddziały niemieckiej policji i żandarmerii liczyły około 200 ludzi. Dowodzili nimi Johan Krewer, komendant posterunku żandarmerii niemieckiej w Wieliczce i Wilhelm Wagner, kierownik grupy wypadowej odpowiedzialnej za pacyfikację. W 1988 Wagner został skazany przez sąd w Norymberdze na dożywotnie więzienie za zamordowanie Żydów w Wieliczce w sierpniu 1942. Krewer nie doczekał końca procesu i zmarł w styczniu 1988.
Niemcy wcześniej dawali więźniom do rąk karabiny bez naboi i fotografowali jako ujętych bandytów.

W wioskach Drwina i Ispina w pow. Bochnia nad Wisłą żandarmi z gestapo i oddziałów SS przeprowadzili taką właśnie ekspedycję połączoną z pacyfikacją w dniu 2 czerwca 1943 roku. Wywleczono z domów i schwytano w polach 26 mieszkańców tych wiosek. 13 osób zwolnili, a 13 zastrzelili i zakopali w lesie w pobliżu miejscowości Grobla..., opis wydarzenia złożony przez Stanisława Jedynaka ps. „Ola”, żołnierza Armii Krajowej.

W miejscu mordu, na skraju Puszczy Niepołomickiej, nieopodal wsi Ispina, ustawiono krzyż z pomnikiem, który upamiętnia te wydarzenia.